# 笠形山千ヶ峰県立自然公園
笠形山千ヶ峰県立自然公園（かさがたやませんがみねけんりつしぜんこうえん）とは、兵庫県中部にある兵庫県立の自然公園である。
兵庫県の播磨地方中部の多可郡多可町、神崎郡神河町、同郡市川町に広がる。千ヶ峰、笠形山などの山岳高原地帯を公園域として、1965年（昭和40年）6月1日に指定された。総面積は6,150ヘクタールで、うち特別地域が2,064ヘクタールとなっている。

## 山岳
- 千ヶ峰 - 標高 1,005メートル。近畿百名山、ふるさと兵庫50山。
- 笠形山 - 標高 939メートル。関西百名山、近畿百名山、ふるさと兵庫50山。別名播磨富士。
- 飯森山 - 標高 901メートル。
- 入相山 - 標高 780メートル。

## 渓谷・滝
- 三谷渓谷
  - 雄滝
  - 雌滝
- 竜が滝
- 扁妙の滝

## その他
- 県立笠形山自然公園センター